# Championnat du Koweït de football 2016-2017
Navigation
Saison précédente Saison suivante
La saison 2016-2017 du Championnat du Koweït de football est la cinquante-cinquième édition du championnat de première division au Koweït. La Premier League regroupe les quinze meilleurs clubs du pays, regroupés au sein d'une poule unique où ils s'affrontent deux fois au cours de la saison, à domicile et à l'extérieur. À l'issue du championnat, pour permettre le passage de la compétition à 8 équipes, les sept derniers du classement sont relégués et il n'y a aucun promu de seconde division.
C'est le club de Koweït SC qui est sacré champion du Koweït cette saison après avoir terminé en tête du classement final, avec deux points d'avance sur Qadsia Sporting Club et douze sur Al Nasr Koweït. Il s'agit du treizième titre de champion de l'histoire du club qui réussit même le doublé en s'imposant en finale de la Coupe du Koweït face au Kazma SC.

## Les clubs participants
- Al Arabi Sporting Club
- Al Fehayheel
- Al-Jahra
- Koweït SC
- Al Nasr Koweït
- Qadsia Sporting Club
- Al-Sahel SC
- Al-Salmiya SC
- Al-Shabab Koweït
- Al-Salibikhaet SC
- Al Tadamon Farwaniya
- Kazma Sporting Club
- Khaitan SC
- Al Yarmouk
- Burgan SC - Promu de D2

## Compétition

### Classement
Le barème utilisé pour établir le classement est le suivant :
- Victoire : 3 points
- Match nul : 1 point
- Défaite : 0 point

| Rang | Équipe                 | Pts | J  | G  | N  | P  | Bp | Bc | Diff |
| ---- | ---------------------- | --- | -- | -- | -- | -- | -- | -- | ---- |
| 1    | Koweït SCC             | 69  | 28 | 21 | 6  | 1  | 70 | 17 | +53  |
| 2    | Qadsia Sporting ClubT  | 67  | 28 | 21 | 4  | 3  | 57 | 17 | +40  |
| 3    | Al Nasr Koweït         | 57  | 28 | 18 | 3  | 7  | 49 | 30 | +19  |
| 4    | Al Arabi Sporting Club | 51  | 28 | 14 | 9  | 5  | 55 | 36 | +19  |
| 5    | Kazma Sporting Club    | 46  | 28 | 12 | 10 | 6  | 54 | 36 | +18  |
| 6    | Al-Salmiya SC          | 43  | 28 | 12 | 7  | 9  | 47 | 33 | +14  |
| 7    | Al-Jahra               | 40  | 28 | 12 | 4  | 12 | 52 | 51 | +1   |
| 8    | Al Tadamon Farwaniya   | 39  | 28 | 10 | 9  | 9  | 39 | 37 | +2   |
| 9    | Al Fehayheel           | 38  | 28 | 11 | 5  | 12 | 39 | 43 | -4   |
| 10   | Al-Shabab Koweït       | 29  | 28 | 6  | 11 | 11 | 39 | 46 | -7   |
| 11   | Al Yarmouk             | 27  | 28 | 6  | 9  | 13 | 37 | 46 | -9   |
| 12   | Khaitan SC             | 22  | 28 | 6  | 4  | 18 | 25 | 56 | -31  |
| 13   | Al-Sahel SC            | 22  | 28 | 5  | 7  | 16 | 27 | 61 | -34  |
| 14   | Al-Salibikhaet SC      | 21  | 28 | 5  | 6  | 17 | 27 | 41 | -14  |
| 15   | Burgan SCP             | 11  | 28 | 3  | 2  | 23 | 23 | 90 | -67  |

| Légende : Qualifications et relégations | Légende : Qualifications et relégations                                                          |
| --------------------------------------- | ------------------------------------------------------------------------------------------------ |
|                                         | Champion du Koweït 2016-2017                                                                     |
|                                         | T : Tenant du titre 2015-2016 C : Vainqueur de la Coupe du Koweït P : Promu de deuxième division |

- La fédération du Koweït est suspendue par la FIFA au moment de l'inscription des clubs en compétition continentale, ce qui prive les clubs koweïtiens de participation aux Coupes d'Asie.

## Bilan de la saison
| Championnat du Koweït de football 2016-2017 |                                                                                             |
| Champion                                    | Koweït SC (13e titre)                                                                       |
| Coupes et trophées                          |                                                                                             |
| Vainqueur de la Coupe du Koweït 2016-2017   | Koweït SC                                                                                   |
| Qualifications continentales                |                                                                                             |
| Ligue des champions de l'AFC 2018           | Aucun                                                                                       |
| Coupe de l'AFC 2018                         | Aucun                                                                                       |
| Promotions et relégations                   |                                                                                             |
| Promus en Premier League                    | Aucun                                                                                       |
| Relégués en First Division                  | Al Fehayheel Al-Shabab Koweït Al Yarmouk Khaitan SC Al-Sahel SC Al-Salibikhaet SC Burgan SC |